# Luis Bernstein
 Luis Bernstein (San Pedro, provincia de Buenos Aires, 28 de enero de 1888-Longchamps, provincia de Buenos Aires, Argentina 1 de enero de 1966), fue un contrabajista, guitarrista y compositor dedicado al género del tango. Trabajó en las orquestas de Eduardo Arolas, Manuel Pizarro y de los hermanos Servidio, entre otras.

## Carrera profesional
Empezó su carrera con su hermano Arturo y más adelante trabajó en otras orquestas; integró con Rafael Tuegols y Luis Riccardi  el conjunto con el que Eduardo Arolas tocaba en el "Tabarín" de la calle Suipacha. Más adelante lo hizo con Manuel Pizarro en el bandoneón, Pascual Cardarópoli en piano y Rafael Tuegols y Julio de Caro en los violines en el conjunto que dirigía desde el bandoneón Eduardo Arolas en el cabaré Maxim's de la calle Suipacha.
En 1922 actuó en El Parque acompañado por Fidel Del Negro en el piano, Bernardo Germino, en el violín y Antonio Scatasso en el bandoneón. El mismo cuarteto actuó en teatros y al año siguiente Tito Roccatagliata reemplazó a Germino.
En 1926 se incorporó a la orquesta de José y Luis Servidio que estaba en el apogeo de su popularidad y era la atracción del Café Nacional.
También trabajó en las orquestas de Anselmo Aieta, Juan Pedro Castillo y Carlos Vicente Geroni Flores, entre otras, actuando en locales vinculados al género como el Café ABC, Armenonville, Café Germinal, Café El Parque y el cabaré L’Abbaye, entre otros.

## Compositor
Dejó algunas joyas dentro del tango, empezando por Don Goyo un notable clásico instrumental del género y El abrojito con letra de Jesús Fernández Blanco; otras obras fueron Adorable noviecita, Aniceto, El carancho, En la loma, El indio, Mar del Plata, Muchacho loco, Pa' qué llorar, El rey de los aires, Una limosna por Dios y El vasquito, entre otras. Sus tangos Ojos maulas, con letra de Alfredo Faustino Roldán y La casita está triste, con letra de José De Grandis fueron grabados por Carlos Gardel.> 
Falleció en Longchamps, provincia de Buenos Aires, el 1° de enero de 1966.